# Cambio climático en Honduras
Honduras es uno de los países qué más en riesgo está de los efectos negativos del cambio climático según la Comisión Económica para América Latina y el Caribe de las Naciones Unidas.
La frecuencia de desastres naturales en Honduras, como las inundaciones, avalanchas de lodo, huracanes y las tormentas tropicales. 
que aumenten mientras vaya intensificándose el cambio climático, según la agencia de los Estados Unidos para el Desarrollo Internacional.

## Tendencias y condiciones
Más del 40% de la fuerza laboral hondureña trabaja en el sector agrícola, que es impactado negativamente por el aumento en las temperaturas y la precipitación reducida que afecta el país.
En el 2013 una plaga de escolitinos (Scolytinae) destruyó una cuarta parte de los bosques hondureños causando graves daños.
En el 2019 se estimó que Honduras solo representaba el 0,1% de los gases de efecto invernadero globales.

## Sequía y emigración
Se cree que la sequía en Honduras ha sido una de las causas de la emigración hondureña entre el 2018 y el 2020. Años de sequía ha causado malas cosechas con poco cultivo para muchos agricultores, que se han visto forzados a buscar otras oportunidades como emigrar hacia los Estados Unidos para buscar trabajo en forma de caravanas de migrantes.
Según la Organización de las Naciones Unidas para la Alimentación y la Agricultura, entre los migrantes que emigraron de las zonas centrales y occidentales de Honduras entre el 2014 y el 2016, la causa más mencionada de por qué emigraban era "por la escasez de alimentos".